# Grottes de La Garma
Les grottes de La Garma sont des grottes préhistoriques situées dans la commune de Ribamontán al Monte, en Cantabrie, en Espagne,. L'ensemble des cavités ont livré plus de 4 000 fossiles animaux, des centaines d'outils lithiques ou en os, et de nombreuses figures pariétales. Les grottes de La Garma font partie de l'ensemble inscrit au Patrimoine mondial de l'Unesco en 2008 sous le nom de Grotte d'Altamira et art rupestre paléolithique du nord de l'Espagne. Elles sont protégées comme Bien d'intérêt culturel depuis 1998 (cote RI-51-0000118).

## Description
L'ensemble archéologique de La Garma comprend six sections creusées dans la colline de La Garma, qui culmine à une altitude de 185 m : la Galerie inférieure, La Garma A, La Garma B, La Garma C, La Garma D, et El Truchiro. Trois autres grottes voisines, Cueva del Mar, Peredo et Valladar ne font pas partie du système karstique de La Garma, tandis qu'on trouve également à proximité la colline fortifiée de Castro de La Garma (es). Les différentes sections de La Garma montrent des traces d'occupation humaine qui s'échelonnent de 175 000 ans avant le présent jusqu'au Moyen Âge.

### La Garma A
L'entrée du système de grottes passe par La Garma A. Cette section se trouve à 80 m au-dessus du niveau de la mer et possède une puissante stratigraphie, contenant des couches aurignaciennes, gravettiennes, solutréennes et magdaléniennes, ainsi que des couches mésolithiques, néolithiques, de l'Âge du bronze et du Moyen Âge.

### La Garma B
La Garma B se trouve à 70 m au-dessus du niveau de la mer et est située entre La Garma A et la Galerie inférieure. La Garma B contient des couches du Néolithique récent et de l'Âge du bronze.

### Galerie inférieure

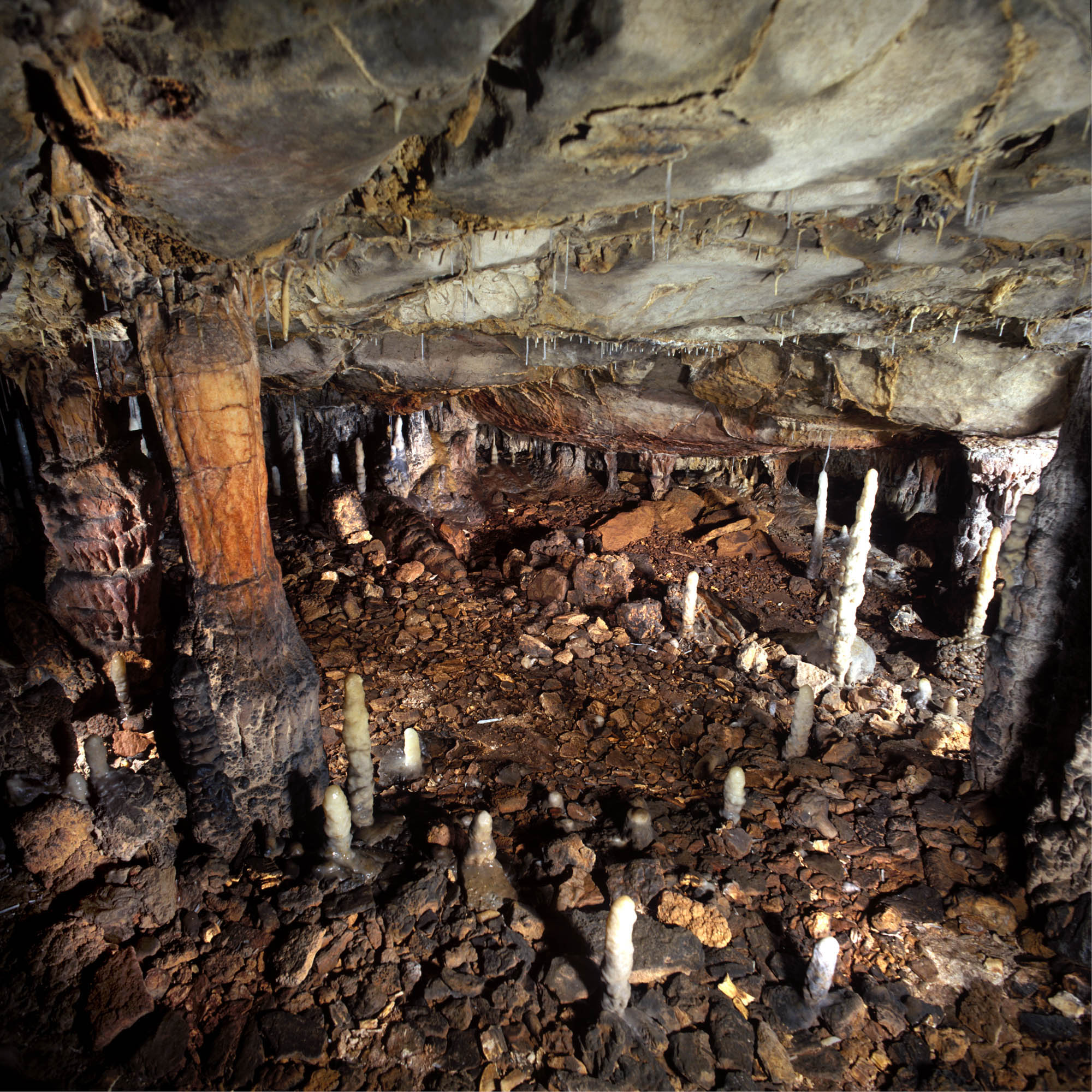
Zone IV de la Galerie inférieure

La Galerie inférieure de La Garma est située à 59 m au-dessus du niveau de la mer et mesure environ 300 m de long. Elle a été découverte en novembre 1995. Son entrée d'origine a été obturée à la fin du Pléistocène supérieur par un glissement de terrain, il y a environ 16 000 ans, préservant ainsi la stratigraphie de la grotte. La surface au sol s'étend sur plus de 500 m2. Les chercheurs ont divisé la Galerie inférieure en neuf zones. Les découvertes archéologiques se trouvent principalement dans les zones I, III et IV. Des milliers d'ossements fossiles d'animaux et de coquillages marins ont été trouvés dans cette galerie, ainsi que des outils lithiques, en bois de cervidé ou en os. Trois structures en pierre, probablement indicatives d'une utilisation résidentielle, ont été découvertes. Dans un contexte solutréen, 27 empreintes de main rouges réalisées au pochoir, des points rouges et des figures en peinture rouge d'animaux simples ont été trouvés dans toute la Galerie inférieure. Les auteurs des figures pariétales utilisaient notamment des palettes de peintures.
Les peintures du Magdalénien moyen et les vestiges de structures résidentielles ont été trouvés près de l'entrée initiale de cette galerie. Une figure verticale de bison de la zone IX a été datée directement entre 16512 et 17238 av. J.-C..

### La Garma C et D
La Garma C et D sont situées au-dessus de La Garma A et contiennent des sépultures du Néolithique récent.

### La grotte du Truchiro
La grotte du Truchiro se trouve à 39 m au-dessus du niveau de la mer et contient des couches mésolithiques et néolithiques. Une sépulture du Mésolithique tardif datée entre 5560 et 5310 av. J.-C. a été découverte, avec un individu enterré dans un cercueil en écorce de chêne.

## Éléments notables

### Restes d'un lion des cavernes
Neuf phalanges distales (portant les griffes) d'un Lion des cavernes eurasiatique adulte ont été découvertes dans la Galerie inférieure. L'une des griffes a été datée de manière directe et donne une date d'environ 14800 av. J.-C. Les griffes présentent des marques similaires à celles laissées par les chasseurs modernes lorsqu'ils écorchent un animal pour récupérer sa fourrure. Comme aucun autre élément fossile de lion des cavernes n'a été découvert, les chercheurs pensent que les griffes fossiles sont les restes d'une peau de lion des cavernes écorchée par les occupants de la grotte,.

### Art mobilier
La Garma est notoire pour son riche répertoire d'art mobilier magdalénien découvert dans la Galerie inférieure. L'objet le plus remarquable est une figure de bouquetin tourné vers l'arrière, sculptée sur une omoplate de boviné. D'autres éléments d'art mobilier découverts dans le complexe de grottes comprennent des bâtons percés, des contours découpés (de), des plaquettes de pierre décorées et des pendentifs non décorés.

### Pratiques mortuaires
Au Néolithique, La Garma fut de moins en moins utilisée comme lieu d'habitation. Du Néolithique récent à l'Âge du bronze, elle fut principalement utilisée comme lieu de sépulture collective.
Les restes de cinq jeunes Wisigoths ont été trouvés au plus profond du système de grottes. Après que les corps se furent transformés en squelettes, tous leurs crânes ont été écrasés délibérément.

## Galerie

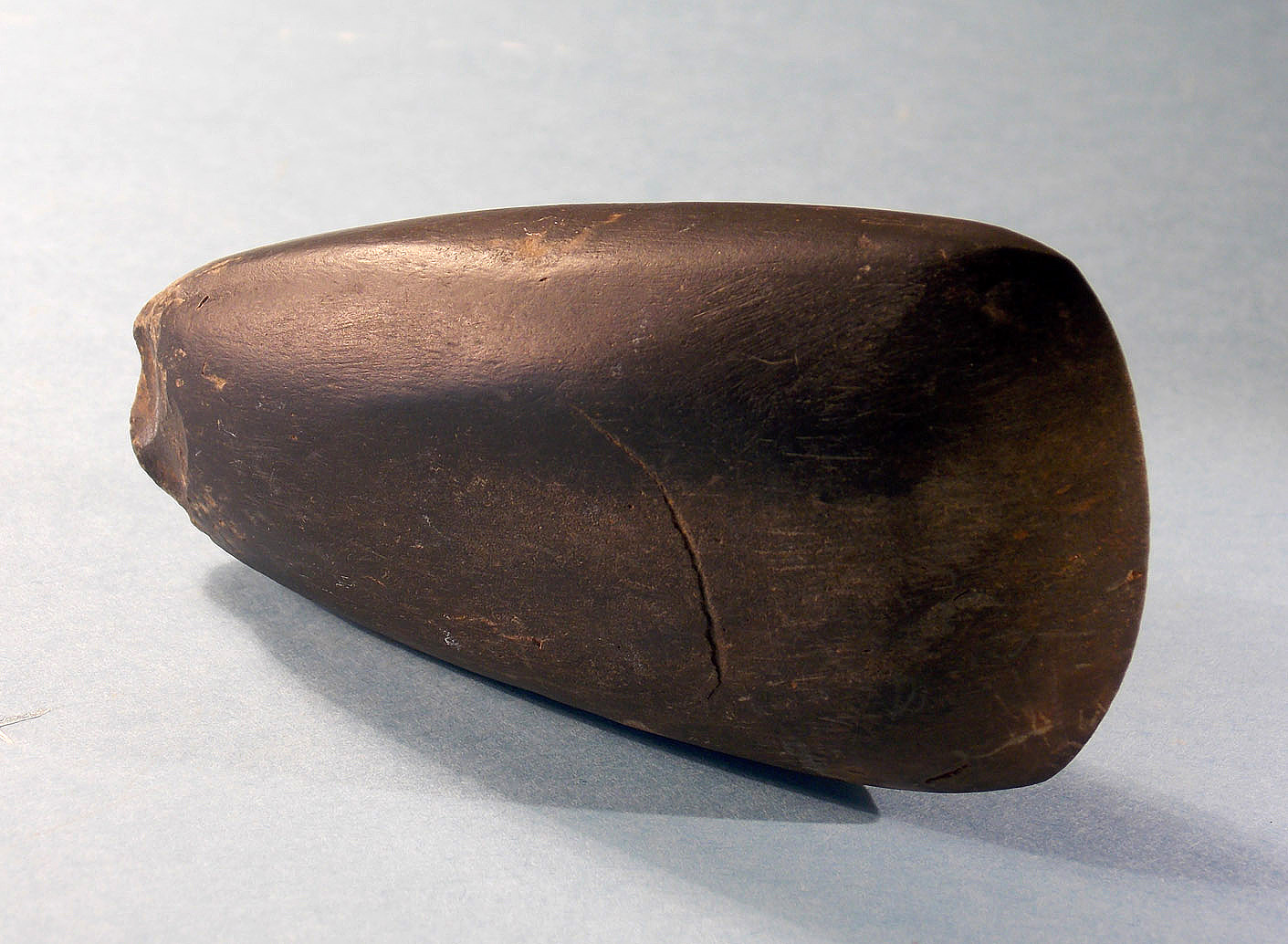
Hache en pierre polie trouvée dans La Garma C
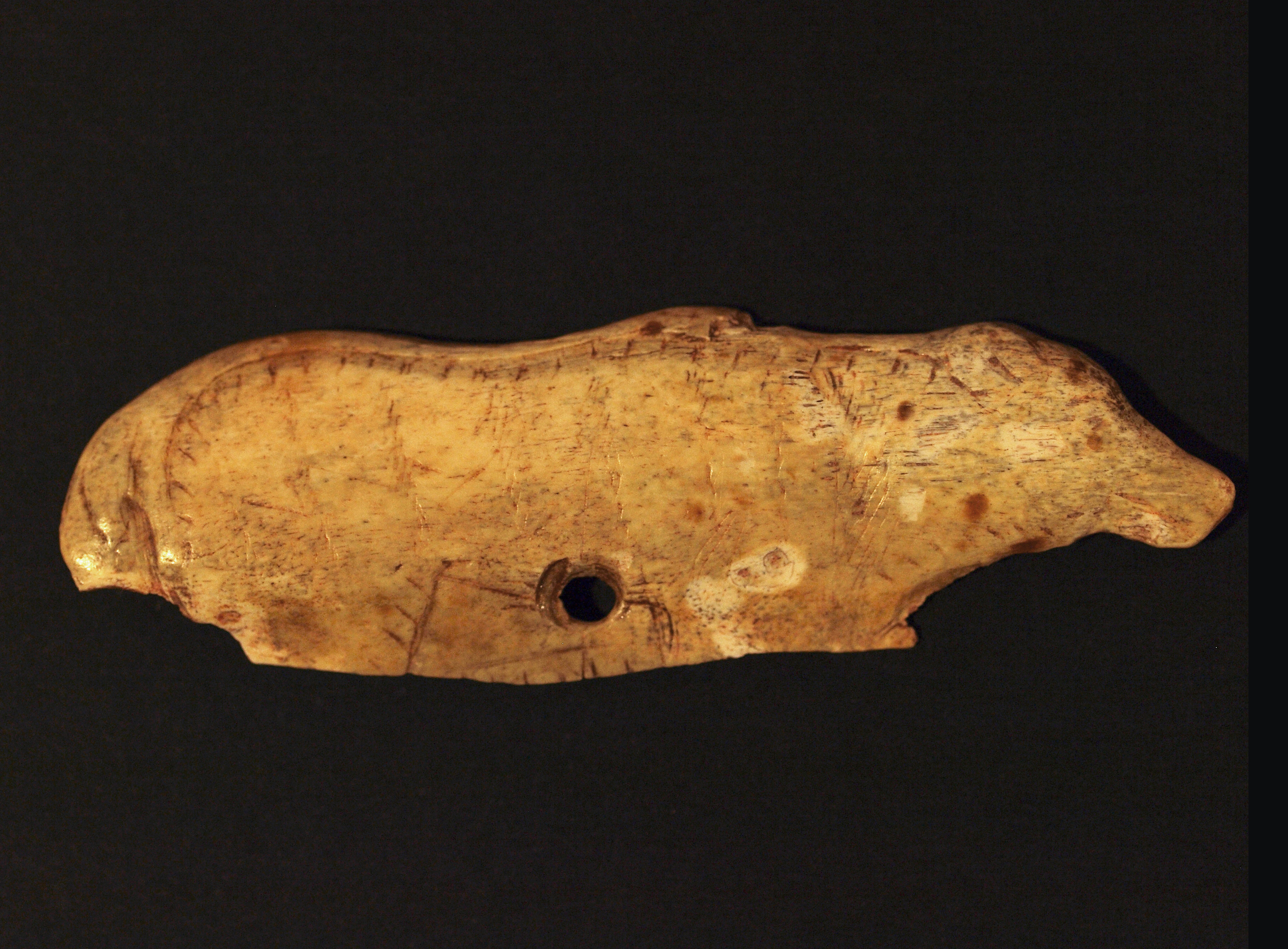
Côte taillée en forme d'animal trouvée en zone IV de la Galerie inférieure